# Saukville (wieś w stanie Wisconsin)
Saukville – wieś w Stanach Zjednoczonych, w stanie Wisconsin, w hrabstwie Ozaukee.